# NW Puppis
NW Puppis (NW Pup) es una estrella variable en la constelación de Puppis de magnitud aparente +5,08. Curiosamente ostenta dos denominaciones de Bayer distintas, Ni2 Puppis e Ípsilon2 Puppis, pero es más conocida por su denominación de variable NW Puppis o simplemente por sus diversos números de catálogo (HD 57219 / HR 2790 / HIP 35406).
Situada a 836 años luz del sistema solar, NW Puppis está catalogada como una estrella subgigante blanco-azulada de tipo espectral B2IVne.
Mucho más caliente que el Sol, tiene una temperatura efectiva de 18.286 K y un radio 3,9 veces más grande que el radio solar. Su masa se estima entre 5,9 y 6,2 veces la masa solar y su edad se cifra en torno a 50 - 60 millones de años. Su velocidad de rotación proyectada es de 84 km/s, si bien otros estudios aumentan este valor hasta 117 km/s.
NW Puppis está clasificada como una estrella con líneas débiles de helio, una clase de estrellas cuyo principal representante es α Sculptoris. Es también una variable Beta Cephei, un tipo de variable en donde las oscilaciones de brillo son debidas a pulsaciones en la superficie de la estrella. Murzim (β Canis Majoris) y Becrux (β Crucis) son dos conocidos ejemplos dentro de este grupo. NW Puppis presenta una pequeña variación en su brillo de 0,07 magnitudes a lo largo de un período de 0,125 días. 